# アジーズ・ナシールザーデ
アジーズ・ナシルザーデ（ペルシャ語：عزیز نصیرزاده、 英:Aziz_Nasirzadeh、1965年 - ）は、イランの軍人、政治家。
2024年8月から国防大臣を務めている。元空軍司令官で、イラン・イラク戦争の退役軍人。F-14戦闘機のパイロットとして訓練を受けたが、実戦経験はない。

## 経歴
戦争末期にF-14パイロットとして軍歴を開始し、その後、空軍参謀長や司令官代理を経て、2018年から2021年までイラン空軍司令官を務めた。
2021年9月から2024年にはイラン軍全体の参謀本部副参謀長に任命され、軍全体の戦略に関わった。
2024年8月には国防大臣に就任し、国家の安全保障政策を担っている。特に国家受動防衛機構の議長として、民間・軍事・核施設を含む重要インフラの防衛を統括している。

## 国際関係
アルメニアとの防衛協力や、アゼルバイジャンとの合同軍事演習を通じて、イスラエル・トルコ・欧米諸国の南コーカサスへの影響力に対抗する政策にも関与している。

## 暗殺報道と否定
2025年6月、イスラエルによるテヘランの国防省本部への攻撃を受け、一部の反体制派や海外メディアはナシルザーデの死亡を報道した。しかし、親政府系ジャーナリストのダーラ・ナッサーリーは「アジーズ・ナシルザーデは健在であり、職務を継続している」と否定した。イスラエルとの戦争が終結した同月25日には、中国で開催された上海協力機構の会合に出席している。